# Maria Meléntieva
Maria Vladímirovna Meléntieva (en rus: Мари́я Влади́мировна Меле́нтьева) (Priaja, RASS de Carèlia, 24 de gener de 1924 - Topornaya Gora, RASS de Carèlia, 2 de juliol de 1943) va ser una partisana soviètica de la Carèlia Oriental, a la qual se li va concedir pòstumament el títol d'Heroïna de la Unió Soviètica el 25 de setembre de 1943 per les seves activitats en la resistència contra l'ocupació nazi.

## Trajectòria

### Orígens
Meléntieva va néixer el 24 de gener de 1924 en el petit poble de Priaja de la RASS de Carèlia, en el bressol d'una família de pagesos. Després de graduar-se a l'escola secundària del seu poble i completar els cursos d'infermeria, va treballar com a infermera en un hospital de Segueja, localitat situada al raió de Seguejski. Va militar al Komsomol i va gaudir de la pràctica de diversos esports, tal com ho va fer la seva futura col·lega a la resistència Anna Lissítsina.

### Segona Guerra Mundial
Les seves activitats partisanes van començar el 1942. El 15 de juny, juntament amb la seva companya Anna Lissítsina i altres sis membres del Komsomol del raió de Sheltozerski, que en aquell moment estava controlat per potències de l'Eix, van dur a terme una missió de reconeixement i establir una organització clandestina del Komsomol. Quan l'avió que se suposava que portava els partisans de retorn a territori controlat pels soviètics no va poder arribar, es va anunciar als vuit partisans que haurien de caminar a peu a través de les línies enemigues per a lliurar els documents que contenia la informació que havien reunit sobre la ubicació de les guarnicions de l'Eix i els noms dels individus que col·laboraven amb l'Eix. El 3 d'agost de 1942, durant l'encreuament del riu Svir gelat, la seva amiga Lissítsina es va ofegar, però Meléntieva va aconseguir recuperar els documents que portava al seu barret. Sola, va vagar pel bosc durant cinc dies sense roba, sabates ni menjar, portant només el paquet de documents amb ella. El sisè dia es va trobar amb el 272è Regiment de Fusellers de l'Exèrcit Roig i va poder lliurar els documents.
L'estiu de 1943 va ser enviada a una altra missió dins del territori controlat per l'Eix. Se suposava que havia de posar-se en contacte amb el comitè clandestí del Komsomol que havia ajudat a establir a Sheltozerski i recollir qualsevol informació que tingués el nucli. Després que un informant comuniqués de les seves activitats a l'exèrcit finlandès, es va produir un enfrontament, amb Meléntieva disparant contra les tropes finlandeses circumdants fins que ella i els altres partisans supervivents van ser capturats i fets presoners. El 2 de juliol de 1943, després de negar-se a respondre a les preguntes dels militars finlandesos, els partisans van ser assassinats a frec de roba dins d'un soterrani. Més tard van ser enterrats a Topornaya Gora, al raió de Medvejiegorski.

## Condecoracions i homenatge
El 25 de setembre de 1943, juntament amb Anna Lissítsina, i amb caràcter pòstum, va rebre el títol d'Heroïna de la Unió Soviètica per decret del Soviet Suprem de l'URSS. Aquell mateix dia també va rebre l'Ordre de l'Estrella Vermella, l'Orde de Lenin i l'Orde de la Bandera Roja. La seva imatge apareix a la Galeria dels Herois de Petrozavodsk, un carrer de Petrozavodsk va ser nomenat en honor seu, i hi ha diversos monuments i memorials en el seu honor a tota la República Autònoma de Carèlia.

## Galeria
Alguns dels monuments commemoratius erigits en honor a Maria Meléntieva.

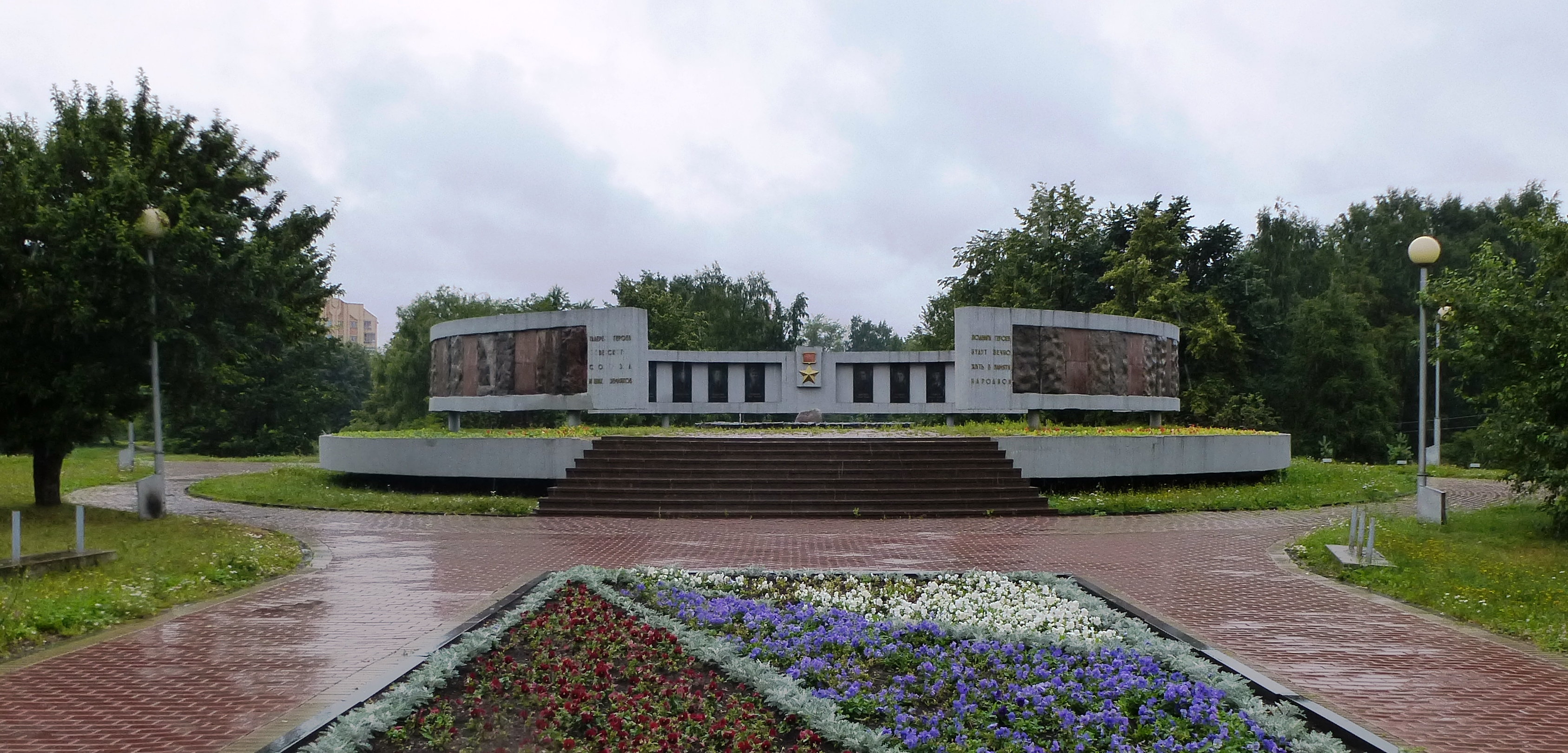
Galeria dels herois de Petrozavodsk
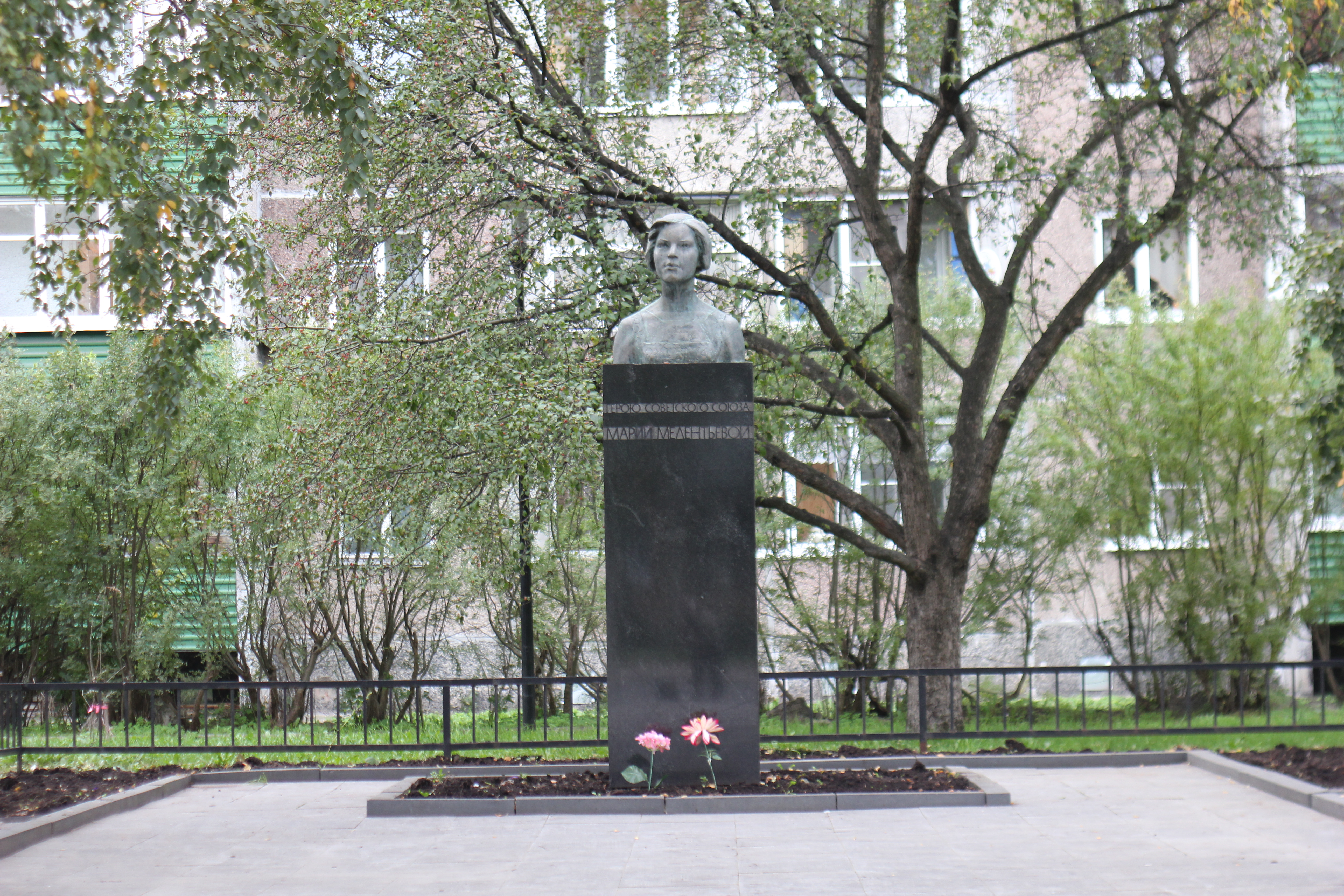
Monument en honor a Meléntieva al carrer Meléntieva, Petrozavodsk
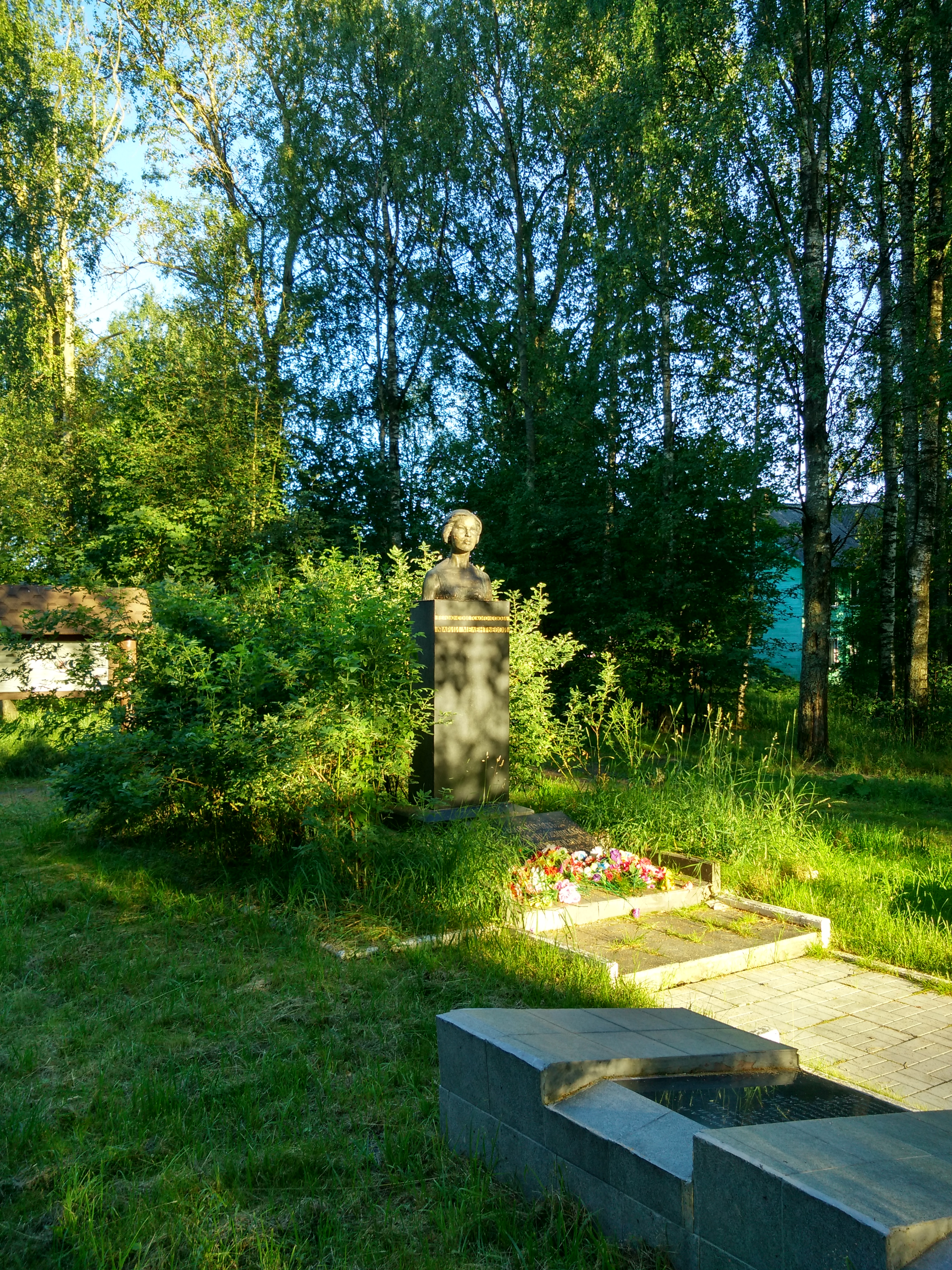
Monument en honor a Meléntieva al raió de Priàjinski, Carèlia
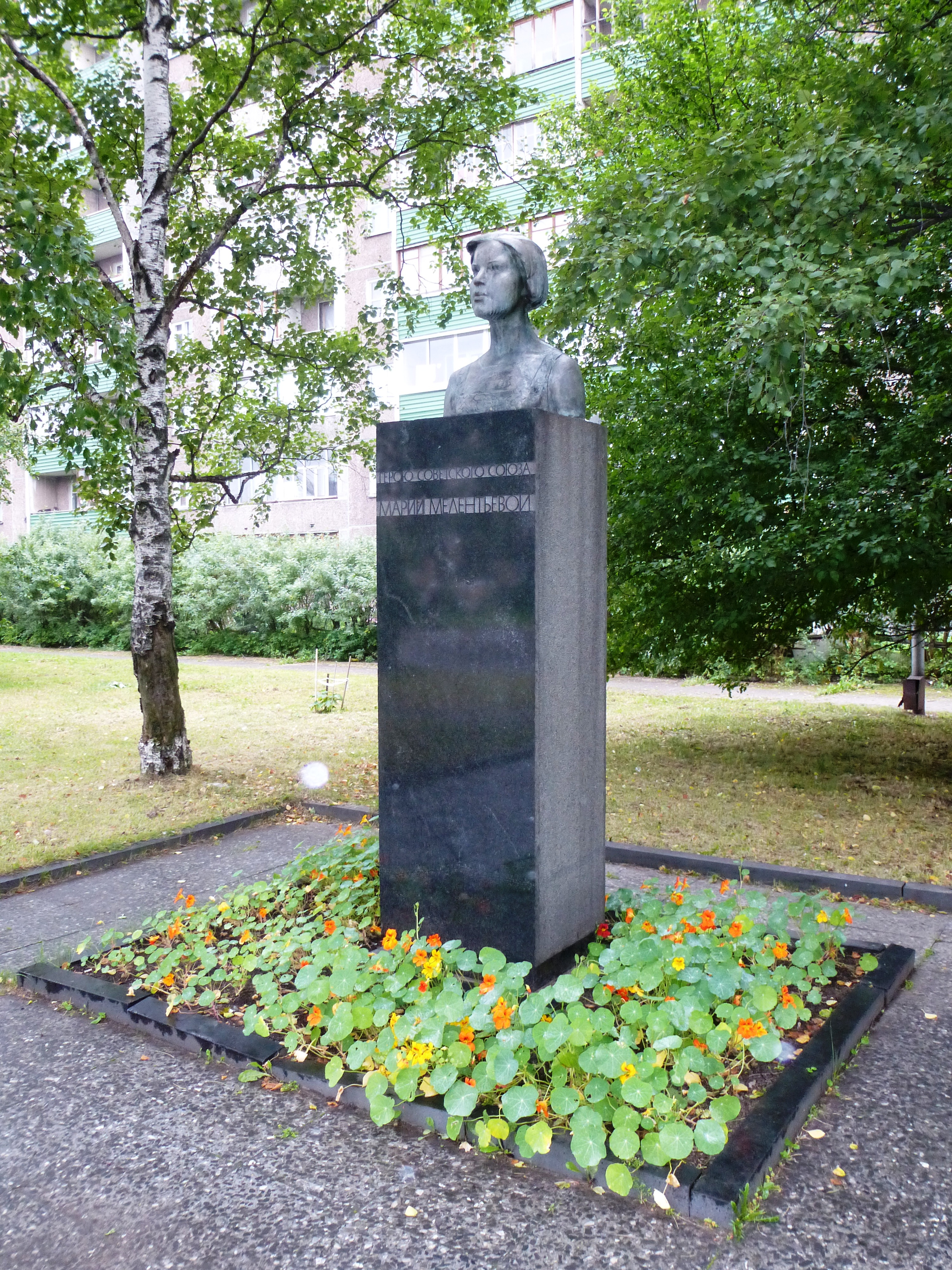
Monument a Meléntieva al carrer Meléntieva, Petrozavodsk
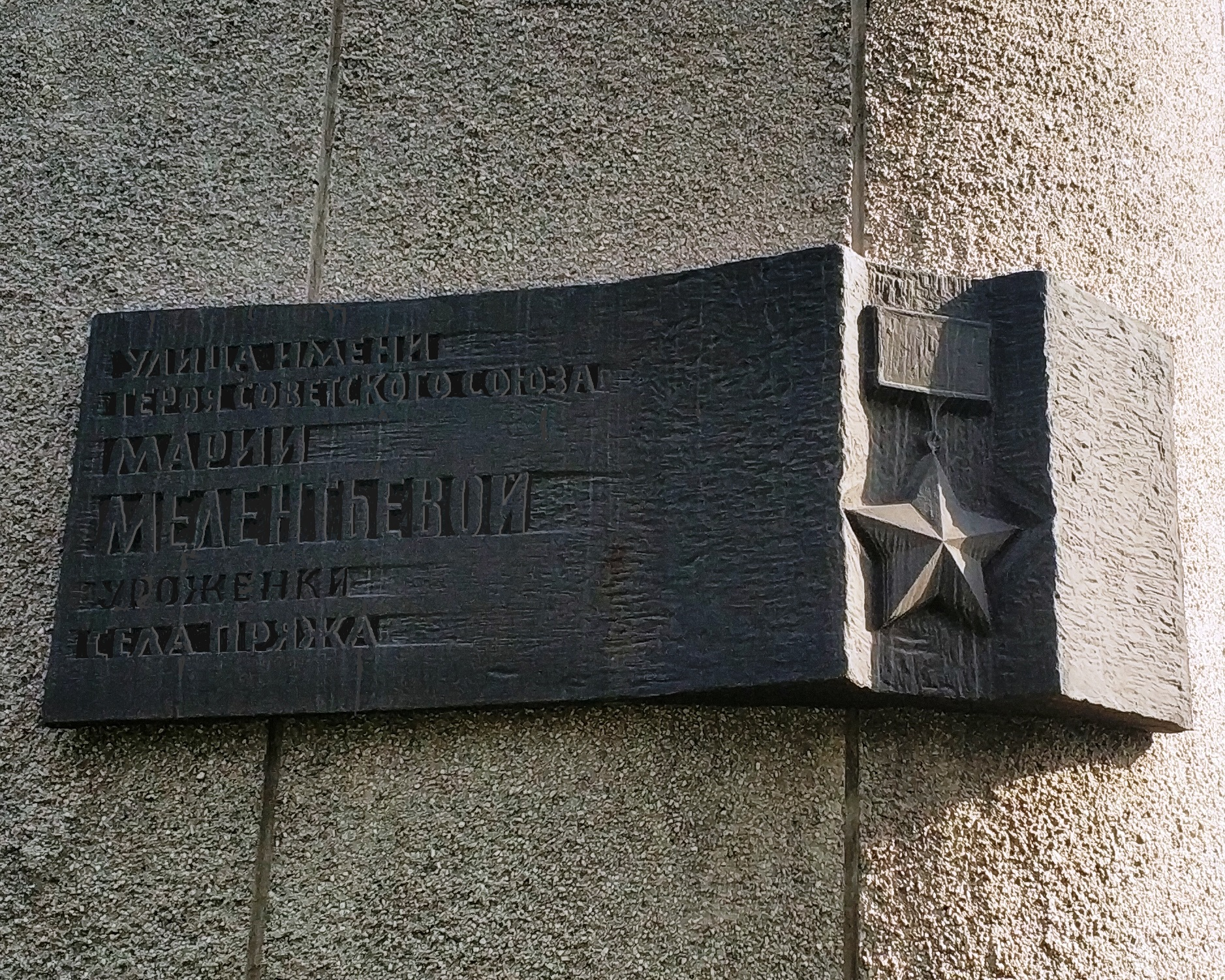
Placa commemorativa a l'edifici del carrer Meléntieva, 50, de Petrozavodsk